# NASCAR Winston Cup 1992
De NASCAR Winston Cup 1992 was het 44e seizoen van het belangrijkste NASCAR kampioenschap dat in de Verenigde Staten gehouden wordt. Het seizoen startte op 16 februari met de Daytona 500 en eindigde op 15 november met de Hooters 500. Alan Kulwicki won het kampioenschap. De trofee rookie of the year werd gewonnen door Jimmy Hensley.

## Races
Top drie resultaten, exhibitie- en kwalificatiewedstrijden staan niet vermeld.
| '  | Datum  | Race                         | Circuit                         | Winnaar         | Tweede          | Derde           |
| 1  | 16-feb | Daytona 500                  | Daytona International Speedway  | Davey Allison   | Morgan Shepherd | Geoff Bodine    |
| 2  | 1-mrt  | Goodwrench 500               | North Carolina Speedway         | Bill Elliott    | Davey Allison   | Harry Gant      |
| 3  | 8-mrt  | Pontiac Excitement 400       | Richmond International Raceway  | Bill Elliott    | Alan Kulwicki   | Harry Gant      |
| 4  | 15-mrt | Motorcraft Quality Parts 500 | Atlanta Motor Speedway          | Bill Elliott    | Harry Gant      | Dale Earnhardt  |
| 5  | 29-mrt | TranSouth 500                | Darlington Raceway              | Bill Elliott    | Harry Gant      | Mark Martin     |
| 6  | 5-apr  | Food City 500                | Bristol Motor Speedway          | Alan Kulwicki   | Dale Jarrett    | Ken Schrader    |
| 7  | 12-apr | First Union 400              | North Wilkesboro Speedway       | Davey Allison   | Rusty Wallace   | Ricky Rudd      |
| 8  | 26-apr | Hanes 500                    | Martinsville Speedway           | Mark Martin     | Sterling Marlin | Darrell Waltrip |
| 9  | 3-mei  | Winston 500                  | Talladega Superspeedway         | Davey Allison   | Bill Elliott    | Dale Earnhardt  |
| 10 | 24-mei | Coca-Cola 600                | Charlotte Motor Speedway        | Dale Earnhardt  | Ernie Irvan     | Kyle Petty      |
| 11 | 31-mei | Budweiser 500                | Dover International Speedway    | Harry Gant      | Dale Earnhardt  | Rusty Wallace   |
| 12 | 7-jun  | Save Mart 300K               | Infineon Raceway                | Ernie Irvan     | Terry Labonte   | Mark Martin     |
| 13 | 14-jun | Champion Spark Plug 500      | Pocono Raceway                  | Alan Kulwicki   | Mark Martin     | Bill Elliott    |
| 14 | 21-jun | Miller Genuine Draft 400     | Michigan International Speedway | Davey Allison   | Darrell Waltrip | Alan Kulwicki   |
| 15 | 4-jul  | Pepsi 400                    | Daytona International Speedway  | Ernie Irvan     | Sterling Marlin | Dale Jarrett    |
| 16 | 19-jul | Miller Genuine Draft 500     | Pocono Raceway                  | Darrell Waltrip | Harry Gant      | Alan Kulwicki   |
| 17 | 26-jul | DieHard 500                  | Talladega Superspeedway         | Ernie Irvan     | Sterling Marlin | Davey Allison   |
| 18 | 9-aug  | Budweiser At The Glen        | Watkins Glen International      | Kyle Petty      | Morgan Shepherd | Ernie Irvan     |
| 19 | 16-aug | Champion Spark Plug 400      | Michigan International Speedway | Harry Gant      | Darrell Waltrip | Bill Elliott    |
| 20 | 29-aug | Bud 500                      | Bristol Motor Speedway          | Darrell Waltrip | Dale Earnhardt  | Ken Schrader    |
| 21 | 6-sep  | Mountain Dew Southern 500    | Darlington Raceway              | Darrell Waltrip | Mark Martin     | Bill Elliott    |
| 22 | 12-sep | Miller Genuine Draft 400     | Richmond International Raceway  | Rusty Wallace   | Mark Martin     | Darrell Waltrip |
| 23 | 20-sep | Peak AntiFreeze 500          | Dover International Speedway    | Ricky Rudd      | Bill Elliott    | Kyle Petty      |
| 24 | 28-sep | Goody's 500                  | Martinsville Speedway           | Geoff Bodine    | Rusty Wallace   | Brett Bodine    |
| 25 | 5-okt  | Tyson Holly Farms 400        | North Wilkesboro Speedway       | Geoff Bodine    | Mark Martin     | Kyle Petty      |
| 26 | 11-okt | Mello Yello 500              | Charlotte Motor Speedway        | Mark Martin     | Alan Kulwicki   | Kyle Petty      |
| 27 | 25-okt | AC Delco 400                 | North Carolina Speedway         | Kyle Petty      | Ernie Irvan     | Ricky Rudd      |
| 28 | 1-nov  | Pyroil 500K                  | Phoenix International Raceway   | Davey Allison   | Mark Martin     | Darrell Waltrip |
| 29 | 15-nov | Hooters 500                  | Atlanta Motor Speedway          | Bill Elliott    | Alan Kulwicki   | Geoff Bodine    |

## Eindstand - Top 10
| 1  | Alan Kulwicki   | 4078 |
| 2  | Bill Elliott    | 4068 |
| 3  | Davey Allison   | 4015 |
| 4  | Harry Gant      | 3955 |
| 5  | Kyle Petty      | 3945 |
| 6  | Mark Martin     | 3887 |
| 7  | Ricky Rudd      | 3735 |
| 8  | Terry Labonte   | 3674 |
| 9  | Darrell Waltrip | 3659 |
| 10 | Sterling Marlin | 3603 |